# Les Petits Chats (série littéraire)
Pour le film, voir Les Petits Chats.
 (septembre 2020).
La collection Les petits chats est écrite par Stéphanie Dunand-Pallaz (alias Nini Bombardier), illustrée par Sophie Turrel et éditée chez Balivernes Éditions. Ces livres pour enfants (3 à 7 ans) sont des histoires de petits chats dont chaque titre est un jeu de mots commençant par le mot chat. Chaque histoire présente un chat dont le caractère correspond à ce jeu de mots.

## Historique
C'est initialement avec Magnard Jeunesse, en 2003, que ces histoires ont vu le jour sous le nom histoires de chats, puis, après 4 albums, l'éditeur a laissé de côté sa branche jeunesse.
Dunand-Pallaz et Turrel ont contacté les éditions Balivernes qui accepté le projet et publié de nouveaux titres, Le chat Rabia, et Les chats Taignes, puis ont réédité Le chat Touillis. En 2011 a lieu la réédition du Chat Mailleur. 
En 2012, la collection compte le 10e album de la série : Le chat Viré, accompagné de la réédition du chat Ritable, ainsi qu'une nouvelle réédition du Chat Touillis.
En 2013, la série d'albums compte également Le chat Perlipopette et Le chat Seneige. La série compte donc alors 12 albums.
En 2014 paraît Le chat Bracadabra, qui est le 13e album de cette série. Le chat Piteau, initialement édité chez Magnard Jeunesse, est réédité chez Balivernes Éditions.
En 2015, la série est déclinée en livres cartonnés pour les bébés de 0 à 3 ans. Cette série s'appelle Les Mini-minets, éditée chez Balivernes Éditions. Deux imagiers sont sortis : L'imagier de la maison et L'imagier du jardin. À l'automne 2015, la collection Les petits chats compte deux nouveaux albums : Le chat Loupé et Le chat Peau d'cow-boy.
En 2016, le mois de septembre voit l'arrivée du 16e album de la série : Le chat Teaufort. 
En 2017, deux nouveaux albums paraissent : Le chat Niversaire et Le chat Mouraï. 
Au printemps 2018, 15 ans après le 1er album, paraissent deux nouveaux albums, les 19ème et 20ème de la collection : Le chat Pitre et Le chat Teaud'sable.
À l'automne 2019, ce sont Les chats Peaud'roues qui voient le jour, suivis à l'automne 2020 et 2021 de 2 autres albums : Les chats Venturiers puis en 2021, Les chats Hutés.  
En 2022 paraît le 24ème album de la série : Le chat Stronaute. Il sera suivi en 2023 par Le chat Mallow, 25ème histoire de la série.  

## Albums
Collection "Les Petits Chats" :
| Titre de l'album       | Date de sortie | Réédité en ...   | ISBN                     |
| ---------------------- | -------------- | ---------------- | ------------------------ |
| Le chat Touillis       | 2003           | 2009, 2012, 2020 | (ISBN 978-2-35067-034-8) |
| Le chat Mailleur       | 2003           | 2011, 2017       | 978-2-35067-060-7        |
| Le chat Ritable        | 2004           | 2012             | 978-2-35067-074-4        |
| Le chat Piteau         | 2004           | 2014             | 978-2-35067-098-0        |
| Le chat Rabia          | 2009           | 2012             | 978-2-35067-035-5        |
| Les chats Taignes      | 2009           | 2012, 2019       | 978-2-35067-036-2        |
| Le chat Peau d'Paille  | 2011           | 2015             | 978-2-35067-057-7        |
| Le chat Lala           | 2011           | 2017, 2019       | 978-2-35067-058-4        |
| Les chats Telains      | 2011           | 2016             | 978-2-35067-059-1        |
| Le chat Viré           | 2012           | 2016             | 978-2-35067-073-7        |
| Le chat Perlipopette   | 2013           | -                | 978-2-35067-086-7        |
| Le chat Seneige        | 2013           | 2017             | 978-2-35067-087-4        |
| Le chat Bracadabra     | 2014           | -                | 978-2-35067-097-3        |
| Le chat Loupé          | 2015           | -                | 978-2-35067-113-0        |
| Le chat Peau d'cow-boy | 2015           | -                | 978-2-35067-114-7        |
| Le chat Teaufort       | 2016           | -                | 978-2-35067-129-1        |
| Le chat Niversaire     | 2017           | -                | 978-2-35067-151-2        |
| Le chat Mouraï         | 2017           | -                | 978-2-35067-150-5        |
| Le chat Pitre          | 2018           | -                | 978-2-35067-159-8        |
| Le chat Teaud'sable    | 2018           | -                | 978-2-35067-158-1        |
| Les chats Peaud’roues  | 2019           | -                | 978-2-35067-176-5        |
| Les chats Venturiers   | 2020           | -                | 978-2-35067-204-5        |
| Les chats Hutés        | 2021           | -                | 978-2-35067-214-4        |
| Le chat Stronaute      | 2022           | -                | 978-2-35067-245-8        |
| Le chat Mallow         | 2023           |                  | 978-2-35067-271-7        |

Collection "Les Mini-minets" :
| Titre de l'album       | Date de sortie | ISBN              |
| ---------------------- | -------------- | ----------------- |
| L'imagier du jardin    | 2015           | 978-2-35067-108-6 |
| L'imagier de la maison | 2015           | 978-2-35067-107-9 |